# Ramón Azón Romá
Ramon Azon Roma, né le 1er mai 1913 à Barcelone et mort le 14 janvier 1984, était un arbitre espagnol de football. 

## Carrière
Il a officié dans une compétition majeure : 
- Coupe du monde de football de 1950 (1 match)